# Racket (Virginie-Occidentale)
Pour les articles homonymes, voir Racket (homonymie).
Racket est une communauté non constituée en société dans les comtés de Gilmer et Ritchie, en Virginie-Occidentale, aux États-Unis.